# Givira nais
Givira nais is een vlinder uit de familie van de houtboorders (Cossidae). De wetenschappelijke naam van de soort is voor het eerst gepubliceerd in 1898 door Herbert Druce.
De soort komt voor in Mexico, Guatemala en Costa Rica.